# Stanley Cwiklinski
Stanley Francis "Stan" Cwiklinski (født 25. juli 1943 i New Orleans, Louisiana, USA) er en amerikansk tidligere roer og olympisk guldvinder.
Cwiklinski vandt, som del af den amerikanske otter, en guldmedalje ved OL 1964 i Tokyo. Brødrene Joseph og Thomas Amlong, Boyce Budd, Emory Clark, Hugh Foley, Bill Knecht, William Stowe og styrmand Róbert Zimonyi udgjorde resten af bådens besætning. Amerikanerne vandt finalen overlegent foran Tyskland, der fik sølv, mens Tjekkoslovakiet tog bronzemedaljerne. Det var det eneste OL, Cwiklinski deltog i.

## OL-medaljer
- 1964:  Guld i otter